# Ричфілд (Юта)
Ричфілд (англ. Richfield) — місто (англ. city) в США, в окрузі Севір штату Юта. Населення — 8201 особа (2020).

## Географія
Ричфілд розташований за координатами 38°45′48″ пн. ш. 112°5′34″ зх. д. / 38.76333° пн. ш. 112.09278° зх. д. (38.763408, -112.092791).  За даними Бюро перепису населення США в 2010 році місто мало площу 14,74 км², уся площа — суходіл.

### Клімат
| Клімат : Ричфілд      | Клімат : Ричфілд | Клімат : Ричфілд | Клімат : Ричфілд | Клімат : Ричфілд | Клімат : Ричфілд | Клімат : Ричфілд | Клімат : Ричфілд | Клімат : Ричфілд | Клімат : Ричфілд | Клімат : Ричфілд | Клімат : Ричфілд | Клімат : Ричфілд | Клімат : Ричфілд |
| Показник              | Січ.             | Лют.             | Бер.             | Квіт.            | Трав.            | Черв.            | Лип.             | Серп.            | Вер.             | Жовт.            | Лист.            | Груд.            | Рік              |
| Середній максимум, °C | 4,8              | 8,1              | 13,6             | 18,0             | 23,0             | 28,6             | 32,1             | 30,9             | 26,6             | 19,7             | 11,3             | 4,9              | 18,4             |
| Середній мінімум, °C  | −8,7             | −6,2             | −2,8             | −0,1             | 4,0              | 7,9              | 11,7             | 10,9             | 5,8              | 0,0              | −4,7             | −8,7             | 0,8              |
| Норма опадів, мм      | 12               | 12               | 18               | 15               | 24               | 16               | 16               | 21               | 22               | 26               | 15               | 14               | 212              |
| --------------------- | ---------------- | ---------------- | ---------------- | ---------------- | ---------------- | ---------------- | ---------------- | ---------------- | ---------------- | ---------------- | ---------------- | ---------------- | ---------------- |
| Джерело: NOAA         |                  |                  |                  |                  |                  |                  |                  |                  |                  |                  |                  |                  |                  |

## Демографія
Згідно з переписом 2010 року, у місті мешкала 7551 особа в 2553 домогосподарствах у складі 1871 родини. Густота населення становила 512 осіб/км².  Було 2792 помешкання (189/км²).
Расовий склад населення:
| - 94,4 % — білих - 1,7 % — корінних американців - 0,4 % — азіатів - 0,3 % — чорних або афроамериканців - 0,1 % — вихідців з тихоокеанських островів - 1,7 % — осіб інших рас |

До двох чи більше рас належало 1,4 %. Частка іспаномовних становила 4,1 % від усіх жителів.
За віковим діапазоном населення розподілялося таким чином: 32,2 % — особи молодші 18 років, 54,6 % — особи у віці 18—64 років, 13,2 % — особи у віці 65 років та старші. Медіана віку мешканця становила 30,9 року. На 100 осіб жіночої статі у місті припадало 99,9 чоловіків;  на 100 жінок у віці від 18 років та старших — 98,7 чоловіків також старших 18 років.
Середній дохід на одне домашнє господарство  становив 51 062 долари США (медіана — 40 500), а середній дохід на одну сім'ю — 63 391 долар (медіана — 53 972). Медіана доходів становила 45 747 доларів для чоловіків та 27 383 долари для жінок. За межею бідності перебувало 17,3 % осіб, у тому числі 17,8 % дітей у віці до 18 років та 16,0 % осіб у віці 65 років та старших.
Цивільне працевлаштоване населення становило 2892 особи. Основні галузі зайнятості: освіта, охорона здоров'я та соціальна допомога — 20,7 %, роздрібна торгівля — 20,3 %, мистецтво, розваги та відпочинок — 11,4 %, транспорт — 7,3 %.